# Илустрована ратна кроника
Илустрована ратна кроника је лист који је излазио 1912. и 1913. године у Новом Саду, као својеврсна споменица на Балканске ратове. Главни уредник је био др Каменко Суботић, а издавач Књижарница Светозара Ф. Огњановића из Новог Сада. Лист се штампао у штампарији Деоничарског друштва Браник, такође у Новом Саду. 

## Претплата
Илустрована ратна кроника излазила је у недељним свескама, претплата на десет свезака коштала је 2 круне, а на двадесет 4 круне и слала се издавачу. Појединачне свеске коштале су 24 потуре, док је за иностранство претплата износила 2,5 круна за десет и 5 круна за двадесет свезака. Свако ко би сакупио десет претплатника на Илустровану ратну кронику добијао би један примерак бесплатно.

## Галерија
- Неке од фотографија из „Илустроване ратне кронике”, које су приказивале ратна дешавања
- Одред Црногораца у Старој Србији
- Српска деца као болничари
- Турци на позицијама
- Рањеник пред болницом
- Црногорски официри
- Хероина Софија Јовановић
- Комити из Војводине
- Жене чекају војнике са ратишта
- Турски народ се склања пред Бугарима
- Бадње вече у Битољу
- Ратна штампарија
- Официр одаје последњу почаст војнику након Кумановске битке
- Чета Црногораца поздравља Краља Николу